# Ciclone Batsirai
O Ciclone Tropical Intenso Batsirai foi um ciclone que impactou fortemente Madagáscar, tornando-se o ciclone tropical mais forte a atingir Madagáscar desde o ciclone Enawo em 2017. Ele também atingiu a terra logo após a Tempestade Tropical Ana, que também atingiu o país insular durante a temporada de ciclones no sudoeste do Oceano Índico de 2021-22. A segunda perturbação tropical, o primeiro ciclone tropical e o primeiro ciclone tropical intenso da temporada, Batsirai originou-se de uma perturbação tropical que foi observada pela primeira vez em 24 de janeiro. Flutuou em intensidade e tornou-se uma tempestade tropical moderada em 27 de janeiro, após o que inesperadamente se intensificou rapidamente em um ciclone tropical intenso. Em seguida, enfraqueceu e lutou para se intensificar nos próximos dias devido ao presente cisalhamento do vento e ar seco, onde enfraqueceu depois de algum tempo. Depois, entrou em condições muito mais favoráveis, intensificou-se rapidamente novamente para um ciclone de categoria 4 de ponta na escala Saffir-Simpson enquanto se movia em direção a Madagáscar. A tempestade passou por um ciclo de substituição da parede do olho no dia seguinte e flutuou em intensidade antes de atingir Madagáscar como um ciclone de categoria 3, depois enfraquecendo rapidamente devido ao terreno montanhoso da ilha.
Maurícia e Reunião sofreram danos da tempestade, embora os efeitos tenham sido relativamente menores. 123 mortes – 121 em Madagáscar e 2 em Maurícia – foram relatadas devido a Batsirai, e as avaliações de danos ainda estão em andamento. À medida que a tempestade se aproximava, Madagáscar preparou suprimentos de recuperação, com preocupações de inundações significativas devido à geografia mais árida do país. As Nações Unidas também apoiaram os esforços de preparação e socorro após a tempestade, uma vez que se esperava que milhões fossem afetados por ela. Batsirai chegou ao país no início de 5 de fevereiro, causando fortes impactos e interrompendo significativamente a energia e a comunicação em todas as áreas afetadas. Cidades inteiras foram devastadas, com milhares de estruturas danificadas ou destruídas. Depois que a tempestade passou, milhares de pessoas foram evacuadas para abrigos temporários. Batsirai deixou pelo menos 112 mil deslocados e 124 mil casas destruídas.

## História meteorológica
As origens do ciclone Batsirai foram de uma área de convecção que foi designada como Invest 96S sobre a parte oriental da bacia, localizada a aproximadamente 493 nmi (913 km; 567 mi) das Ilhas Cocos 5 horas depois, juntamente com sua convecção desorganizada sobre uma ampla LLC, a perturbação também foi localizada em um ambiente marginalmente favorável para um maior desenvolvimento, com altos níveis de cisalhamento vertical do vento, sendo compensado por temperaturas quentes da superfície do mar de cerca de 29–30 °C (84–86 °F) O Joint Typhoon Warning Center (JTWC) [nb 1] deu uma baixa chance de potencial ciclogênese nas próximas 24 horas. Um dia depois, às 00:30 UTC, a agência elevou a probabilidade para média depois que o sistema melhorou gradualmente seu padrão convectivo. Mais tarde, às 21:30 UTC do mesmo dia, a agência emitiu um Alerta de Formação de Ciclone Tropical (TCFA) para o Invest 96S, depois de observar seu obscuro centro de circulação de baixo nível. Enquanto isso, ao meio-dia de 25 de janeiro, o Météo-France La Réunion (MFR) [nb 2] reconheceu o mesmo sistema de baixa pressão e depois o atualizou para um status de distúrbio tropical às 06:00 UTC do dia seguinte. Segundo eles, a convecção do sistema mostrava sinais de organização gradual desde 24 de janeiro. O centro tornou-se melhor definido com nuvens de baixo nível convergindo para ele em um padrão circular definido, sugerindo que uma circulação fechada havia se formado. O MFR o atualizou para uma depressão tropical às 12:00 UTC do mesmo dia, pois continuou a melhorar sua estrutura convectiva ao longo de seu centro de baixo nível. Depois que sua atividade convectiva foi interrompida brevemente após as 18:00 UTC devido ao ar seco, O JTWC posteriormente iniciou alertas sobre o sistema e o classificou como Ciclone Tropical 08S às 03:00 UTC do dia seguinte.

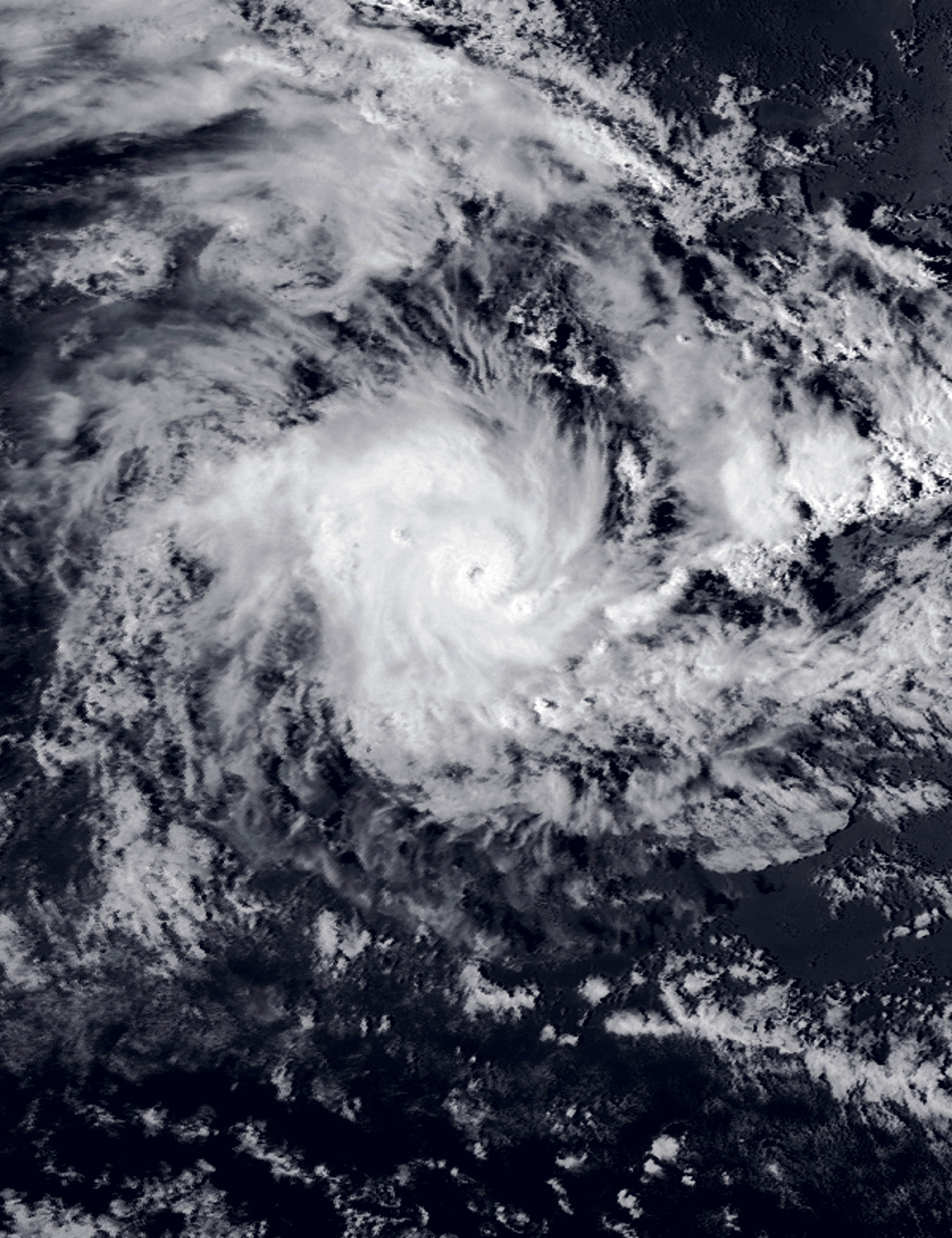
Ciclone Batsirai perto de seu pico inicial de intensidade em 27 de janeiro

Três horas depois, o MFR a atualizou para uma tempestade tropical moderada e nomeou Batsirai [nb 3] pelo Centro Consultivo Sub-regional de Ciclones Tropicais em Maurícia. Entre 06:00 UTC e 12:00 UTC, Batsirai passou por um rápido aprofundamento e intensificou-se de uma tempestade tropical moderada a um ciclone tropical intenso em um período de apenas três horas. De acordo com o MFR, foi favorecido pelo tamanho muito pequeno do sistema e seu movimento rápido. Também havia estabelecido um núcleo interno de 47 to 56 mi (75 to 90 km) de diâmetro. Duas horas depois, o JTWC também o atualizou para um ciclone tropical de categoria 2 na escala Saffir-Simpson, pois desenvolveu um pequeno olho em cerca 7 nmi (13 km; 8.1 mi) de diâmetro. No entanto, às 18:00 UTC, começou a declinar rapidamente depois que seu olho entrou em colapso rapidamente e os topos das nuvens aqueceram desde então. Por essas razões, o MFR foi rebaixado para um ciclone tropical. À meia-noite de 28 de janeiro, desceu ainda mais para uma tempestade tropical moderada, após o enfraquecimento da estrutura convectiva. Três horas depois, o JTWC foi rebaixado para o status de tempestade tropical.
Batsirai retomou sua intensificação após a atualização para um status de tempestade tropical severa às 06:00 UTC do dia seguinte. Nove horas depois, o JTWC foi atualizado para um ciclone tropical de categoria 1. Às 03:00 UTC de 30 de janeiro, o JTWC atualizou ainda mais para um ciclone tropical de categoria 2 depois de notar um nublado denso central (CDO) bem definido e um recurso de olho de micro-ondas. O MFR ainda o atualizou para um status de ciclone tropical ao meio-dia. Três horas depois, o JTWC foi atualizado para um ciclone tropical de categoria 3, pois sua parede ocular havia se expandido e também desenvolvido um ciclone 5 nmi (9.3 km; 5.8 mi) olho de alfinete largo. No entanto, foi de curta duração e re-declinou para um status de Categoria 1 às 03:00 UTC de 1º de fevereiro, já que seu olho em forma de buraco de agulha entrou em colapso logo e sua parede ocular ficou desorganizada. Possivelmente por causa de sua luta para manter sua estrutura convectiva contra o crescente cisalhamento vertical do vento (VWS), apesar da alta temperatura da superfície do mar (SST). Mas às 15:00 UTC do mesmo dia, ele voltou ao status de Categoria 2, pois conseguiu se consolidar e seu recurso de olho reapareceu nas imagens de satélite. Três horas depois, o MFR o atualizou para um status de ciclone tropical intenso.
Às 03:00 UTC de 2 de fevereiro, o ciclone passou por outra rodada de rápida intensificação, intensificando-se de um ciclone tropical de Categoria 2 para Categoria 4. Sua parede ocular rapidamente se organizou e também desenvolveu um olho de 15 nmi (28 km; 17 mi). Depois de atingir seu pico às 12:00 UTC, o ciclo de substituição da parede do olho, às 15:00 UTC, as imagens de satélite mostraram a formação de outra parede do olho e também mostrando sinais de enfraquecimento. Ele enfraqueceu para um sistema de Categoria 3 durante esse período. Depois de completar o ciclo de substituição da parede do olho, a tempestade novamente se transformou brevemente em um sistema de Categoria 4 com MFR determinado que a pressão barométrica central de Batsirai havia caído rapidamente para 934 hPa ( mbar ; 27,58 inHg ). Ele passou novamente para o sistema de Categoria 3, pois o ciclone manteve e sua estrutura convectiva geral.

Gradualmente enfraquecendo devido à interação terrestre com Madagáscar, atingiu a costa às 17:30 UTC de 5 de Fevereiro perto da cidade de Nosy Varika. o MFR declarou que Batsirai havia degenerado em uma depressão terrestre e o JTWC rebaixado para tempestade tropical o sistema entrou no canal de Moçambique e o MFR reatualizado para o status de tempestade tropical moderada. Às 06:00 UTC de 7 de fevereiro é fraco em uma baixa remanescente e fraco novamente em pós-tropical. Apesar da atividade convectiva, o alto cisalhamento do vento e as temperaturas mais baixas da superfície do mar, devido às forças baroclínicas, o MFR foi reatualizado novamente para tempestade tropical moderada Em fevereiro, enquanto o MFR emitiu seu último aviso sobre a tempestade como enfraquecido no pós-tropical, o sistema foi observado pela última vez em 11 de fevereiro.

## Preparações

Ciclone Batsirai se intensificando rapidamente em 2 de fevereiro

### Maurícia
Um aviso de ciclone de classe IV foi emitido em 2 de fevereiro, quando Batsirai se aproximava da ilha.

### Madagáscar
A área de terra firme de Batsirai foi projetada para acumular de 250 to 500 mm (10 to 20 in) de chuva. A capital do país, Antananarivo, estava prevista para ter 150 mm (6 in) de chuva. Equipas de busca e resgate foram enviadas para Brickaville, Manakara e Morondava. A Rede START reservou 567 mil dólares para fornecer assistência. As listas de estoque de emergência foram atualizadas pelos membros da HCT e ajudam a reabastecer os itens humanitários. A agência de gestão de desastres do governo do país também trabalhou com o UNOSAT, e a assistência aérea também foi preparada quando Batsirai se aproximou. Inundações extensas nas terras altas leste, sudeste e central e grandes danos foram antecipados. A tempestade também deveria causar mais danos do que o normal devido ao desmatamento que o país experimentou nos últimos 20 anos. A terceira maior cidade do país, Antsirabe, estava prevista para receber mais de 250 mm (10 in) de chuva.
Esperava-se que o Batsirai piorasse a escassez de alimentos e as emergências no país. As escolas foram fechadas em 4 de fevereiro e os moradores de áreas baixas e costeiras foram aconselhados a sair. Temia-se também que a tempestade prejudicasse os efeitos de alívio da tempestade tropical Ana semanas antes. Esperava-se que 4,4 milhões de pessoas fossem afetadas pela tempestade em 14 distritos, com 595 mil diretamente. Esperava-se que mais de 150 mil habitantes fossem deslocados. A IFRC lançou uma campanha de arrecadação de fundos para ajudar as vítimas em potencial da tempestade.
Ondas de até 15 m (50 pés) foram previstas enquanto a tempestade se aproximava da costa. As Nações Unidas trabalharam com agências de ajuda para ajudar na preparação e nas consequências. Itens humanitários foram estocados e aeronaves de resgate foram colocadas em espera. Um porta-voz da organização da ONU OCHA, afirmou que o impacto do Batsirai deve ser "considerável".

## Impacto

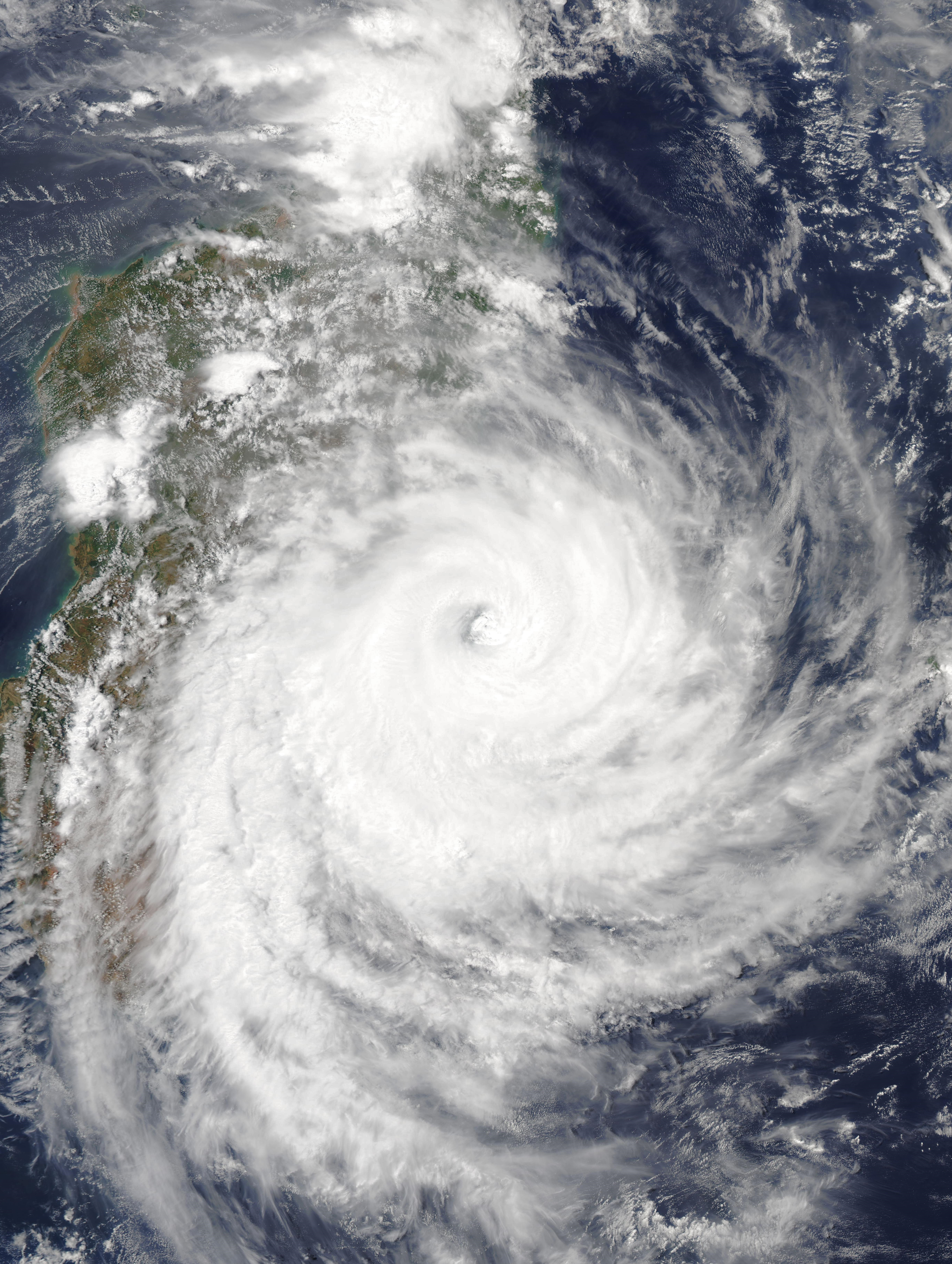
Ciclone Batsirai pouco antes de aterrissar em Madagáscar em 5 de fevereiro

### Maurícia
Junto com o aeroporto, todos os serviços de transporte foram fechados devido ao impacto. As rajadas de vento chegaram a 155 km/h (96 mph), e a chuva totalizou 180 mm (7 in) em outras áreas do país insular. Duas mortes foram registradas. Árvores foram arrancadas em muitas áreas e pelo menos 7.500 casas sofreram cortes de energia. Um total de 138 pessoas buscaram refúgio em centros de evacuação. A orla de Mahébourg foi danificada por grandes ondas, com várias cadeiras e mesas arrastadas para o mar.

### Reunião
Pelo menos 36 mil pessoas na ilha perderam energia quando Batsirai se aproximou, com 10 mil ainda fora de combate em 7 de fevereiro. Várias pessoas ficaram feridas, com a tempestade causando envenenamento por monóxido de carbono em 10 pessoas. Onze marinheiros ficaram presos em um petroleiro durante a tempestade e foram resgatados em 4 de fevereiro. As perdas agrícolas foram estimadas em 47 milhões de euros (53,3 milhões de dólares).

### Madagáscar
A comunicação era escassa inicialmente quando a tempestade atingiu a terra. As condições de Batsirai causaram falta de energia e forçaram muitas pessoas a se mudarem para abrigos. Árvores caíram e redes elétricas foram derrubadas, assim como casas foram destruídas. Pelo menos 112 mil pessoas foram deslocadas pela tempestade, com 91 mil desabrigados. Várias casas tiveram seus telhados completamente arrancados, e muitos coqueiros grandes foram derrubados. Algumas casas foram reduzidas a apenas molduras de madeira, e um sobrevivente disse que os danos se assemelhavam a um "incêndio" e que era o "ciclone mais forte que [alguém] já havia experimentado". Mananjary e Manakara foram particularmente atingidos, com o primeiro tendo pelo menos 26 mil deslocados sozinhos, e também teve seu hospital e prisão danificados. Uma grande parte de Madagáscar ainda estava encharcada de Ana semanas antes, e a chegada de Batsirai piorou os efeitos.
Nosy Varika foi fortemente danificado. Um funcionário descreveu os danos como se fossem "bombardeados", com 95% dos edifícios sendo relatados como destruídos. Inundações cortaram o acesso à cidade. Postes elétricos caíram e telhados foram arrancados na cidade de Fianarantsoa, que também foi fortemente inundada. Um deslizamento de terra foi causado pelo ciclone na região de Haute Matsiatra. Inundações e detritos deixaram 17 pontes e 17 estradas intransitáveis, bem como pelo menos 69 salas de aula completamente destruídas e 439 danificadas; isso deixou mais de 9 mil crianças impossibilitadas de frequentar as aulas, com 403 apenas em Mananjary. Depois que a tempestade passou, os canais e rios já inundados continuaram a subir. Em Mananjary e arredores, os primeiros relatórios indicavam que mais de 6 mil edifícios foram inundados, com metade deles destruídos. O presidente de Madagáscar, Andry Rajoelina, mostrou imagens do telhado de metal de uma igreja torcido, além de outros danos online depois que ele visitou Mananjary. Árvores frutíferas e arrozais foram arrancados e inundados na cidade e em outras áreas, dificultando a colheita que estava a apenas duas semanas. O tempo de deslocamento até a cidade de carro aumentou em vários dias devido aos danos. As principais estradas que ligam a capital a áreas menores foram cortadas, dificultando ainda mais os esforços de socorro.
O voo aéreo da UNHAS descobriu que a região de Fitovinany sofreu principalmente danos causados por inundações; com várias comunidades sofrendo fortes impactos em sua agricultura e infraestrutura. No total, mais de 17.100 casas foram danificadas, com 7.488 destruídas, 2.714 parcialmente e 6.978 inundadas. 53 centros de saúde foram danificados, juntamente com 6 destruídos. Só em Ikongo, 87 pessoas morreram. Casas em colapso mataram pessoas enquanto dormiam. Um membro do parlamento que representa o distrito também disse que as pessoas também se afogaram em áreas inundadas.
Até 11 de fevereiro, 120 mortes foram relatadas, incluindo 13 crianças, sendo 5 com menos de 12 anos de idade.

## Consequências
A quantidade de destruição é significativa e para muitos isto é apenas o começo. A tempestade pode ter passado, mas agora as comunidades afetadas devem recomeçar do zero—reconstruindo suas casas, escolas e hospitais

Vincent Dolanneau, para a ABC News.

### Maurícia
Um total de 454 pessoas, em 182 famílias afetadas, buscou abrigo em 45 centros. Todos foram inquiridos para lhes dar a ajuda necessária após a tempestade. A Ministra da Integração Social, Segurança Social e Solidariedade Nacional, Sra. Fazila, Jeewa-Daureeawoo, fez o anúncio sobre o procedimento em 7 de fevereiro.

### Madagáscar

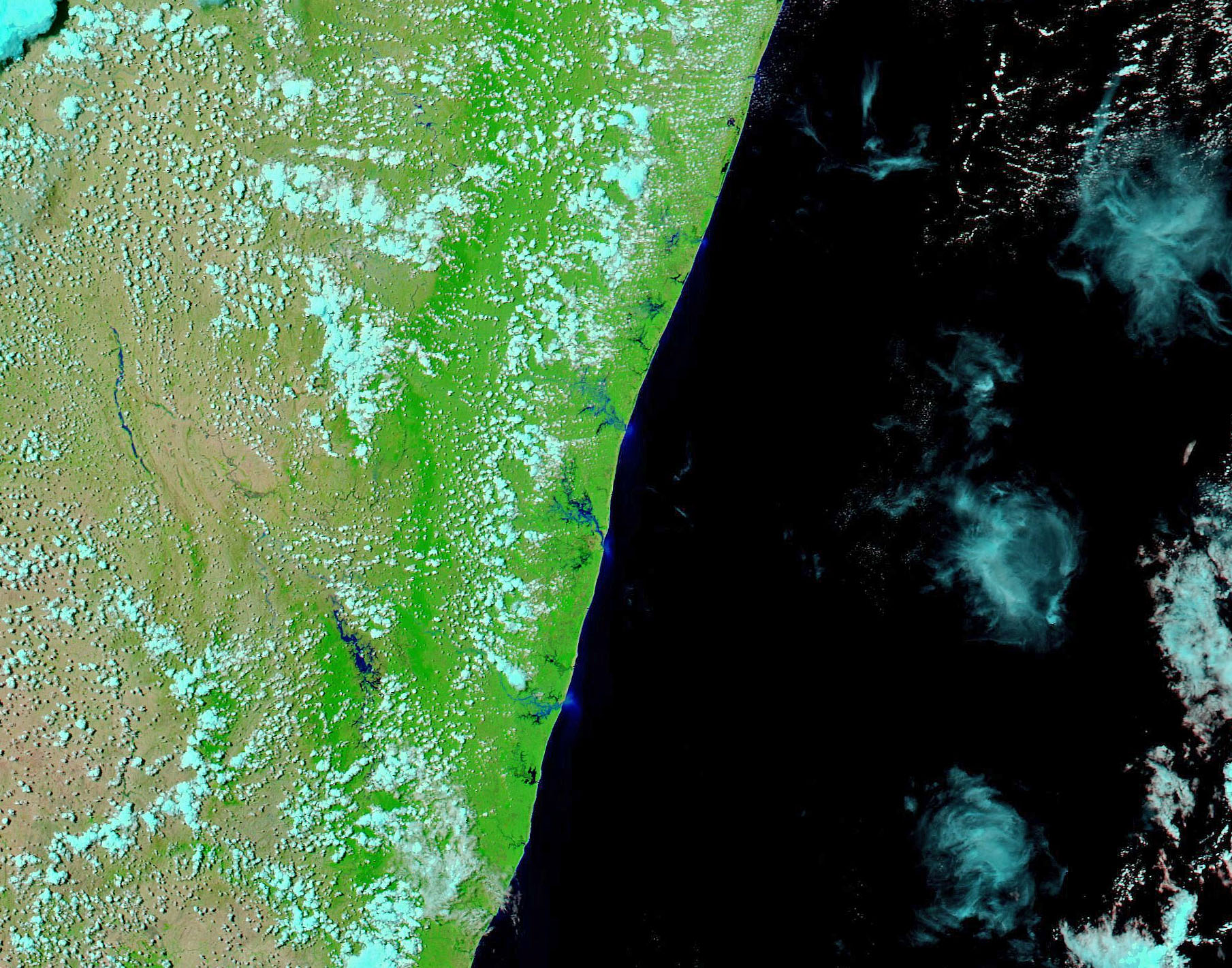
Imagens de satélite em cores falsas de inundações em Madagáscar em 10 de fevereiro

Os impactos da Tempestade Tropical Ana foram agravados pelos danos que o Batsirai trouxe.
Escolas e igrejas preparadas para abrigar os deslocados em torno de Mananjary. O Programa Mundial de Alimentos distribuiu refeições quentes para 4 mil pessoas evacuadas e deslocadas em abrigos. Faltava água potável e bens de primeira necessidade nas áreas impactadas, e a disseminação de várias doenças também era uma preocupação. Temia-se também que uma crise humanitária surgisse dos efeitos das tempestades. O esforço de resgate aéreo ocorreu pela primeira vez em 6 de fevereiro por meio de um voo da UNHAS. O governo malgaxe forneceu doações monetárias às famílias afetadas. A UNICEF também apoiou os esforços de socorro distribuindo kits para criar espaços amigos da criança em várias regiões do país. Outras medidas também foram tomadas para ajudar a diminuir os incidentes dentro dos abrigos. Uma equipe que inicialmente consistia de cinco funcionários da Proteção Civil da UE da França, Finlândia e Suécia viajou para as áreas afetadas para ajudar as vítimas da tempestade.
O PRIOI havia distribuído 87 toneladas de material humanitário de seus armazéns no país para uso em esforços de socorro, um esforço que custou aproximadamente 667 mil euros. Estima-se que 75 mil pessoas—incluindo 37.500 crianças—precisaram de assistência de socorro após o Batsirai. Os parceiros WASH entregaram itens nas regiões de Vatovavy, Fitovinany e Atsimo Atisinanana.

#### Resposta internacional
A França e a Alemanha ofereceram módulos de purificação de água através do Mecanismo de Proteção Civil da UE.